# Kakemutra
Khakemutra (fl. XVIII-XVII secolo a.C.) è stato un sovrano egizio inserito nella XIV dinastia.

## Biografia
Questo sovrano, come molti altri della stessa dinastia, è conosciuto solamente attraverso il Canone Reale.

## Liste Reali
| N5 | D28 | D52 · E1 | I6 | Z7 · t | E1 |

| N5 | D28 | D52 · E1 | I6 | Z7 · t | E1 |

| N5 | D28 | D52 · E1 | I6 | Z7 · t | E1 |

| N5 | D28 | D52 · E1 | I6 | Z7 · t | E1 |

| N5 | D28 | D52 · E1 | I6 | Z7 · t | E1 |

| N5 | D28 | D52 · E1 | I6 | Z7 · t | E1 |

| N5 | D28 | D52 · E1 | I6 | Z7 · t | E1 |

| N5 | D28 | D52 · E1 | I6 | Z7 · t | E1 |

## Cronologia
| Periodo                    | Dinastia | periodo di regno                            |
| Secondo periodo intermedio | XIV      | tra il 1720 a.C. e il 1630 a.C. (± 50 anni) |

| predecessore: Sekhem...ra | Signore del Basso e dell'Alto Egitto | successore: Neferibra |

| Dinastie contemporanee | Capitale |
| XIII                   | Ity Tawy |